# Conservatori Municipal de Música de Barcelona
El Conservatori Municipal (o bé Superior, o bé Superior Municipal) de Música de Barcelona, i antigament Escola Municipal de Música de Barcelona, és una institució docent creada l'any 1886 dedicada a l'educació musical, depenent de l'Ajuntament de Barcelona.

## Història
Els seus inicis es remunten a l'any 1886; va ser creada per la Banda Municipal de Música de Barcelona com a Escola de Música a fi de dotar-se de nous músics que entressin a formar-ne part, de manera semblant a com havien fet altres ciutats igualment dotades d'una Banda, i que sentien la mateixa necessitat.
El seu primer director fou Josep Rodoreda fins que l'any 1896 el substituí Antoni Nicolau. L'any 1911 es creà el càrrec de sotsdirector, que ocupà Enric Morera fins a l'any 1935. L'any 1930, quan es va haver d'elegir nou director, Lluís Millet -de tendència més conservadora que Morera i candidat preferit del consistori- passà a ocupar el càrrec, cosa que generà una notable polèmica.
Entretant, l'any 1928 la institució s'havia instal·lat al xamfrà dels carrers Bruc i València.
Millet deixà el càrrec l'any de l'acabament de la Guerra Civil Espanyola i l'any següent el succeí Joan Baptista Lambert fins a l'any 1945. Fou en aquest període quan passà de ser Escola de Música a Conservatori i el darrer any del seu mandat s'implantà un pla d'estudis nou, fonamentat en el decret promulgat l'any 1942 que ordenava els estudis dels conservatoris de tot l'Estat.
En morir Lambert acceptà el càrrec Joaquim Zamacois que en fou el director fins a l'any 1965 període en el qual es van fer contactes amb altres conservatoris europeus, van ser-hi convidats personatges importants a nivell europeu, i s'inauguraren tant una càtedra de música antiga com el Museu de la Música de Barcelona. L'any 1952 va rebre el nomenament de sotsdirector Joan Pich i Santasusana que succeí a Zamacois de manera interina fins a l'any 1968 i amb nomenament fins a l'any 1977, ja en l'època dels primers ajuntaments democràtics. En sintonia amb els temps va fer importants esforços per regularitzar la institució, així com per descentralitzar-la, atès que continuava essent -i continuaria essent durant molts anys- l'única institució d'educació musical de caràcter pública la ciutat. A més, va ser en el seu mandat quan es va implantar en aquest conservatori -i en la resta de l'estat- el nou pla d'estudis que emergia del decret publicat l'any 1966 i que hauria de regir l'educació musical professional a l'Estat durant més de quatre dècades. De cara a facilitar que els alumnes poguessin donar concerts en el seu període de formació va planificar la construcció de l'auditori però l'inaugurà Xavier Turull que havia estat designat director l'any 1977. En aquest període va tenir una certa estabilitat l'orquestra d'estudiants, dirigida per Edmon Colomer, el Museu de la Música es traslladà a la Casa Quadras, i es van fer els primers passos per a la creació de la Biblioteca del Conservatori. Desavinences amb l'ajuntament el portaren a dimitir l'any 1982 i el succeí primer Maria Cateura i després Marçal Gols que portà a terme una important renovació d'estructures, descentralitzant, limitant la matrícula en determinats instruments, disminuint el professorat en algunes especialitats i incentivant la matrícula als instruments de corda.
Però no tothom dins de la institució entengué aquestes reformes i deixà el càrrec. El va substituir primer Pilar Figueras i després Francesca Ruiz (1988-1997) i Carme Vilà.
L'any 2001, quan el Departament d'Ensenyament de la Generalitat de Catalunya posà en funcionament l'Escola Superior de Música de Catalunya, el Conservatori Superior Municipal de Música de Barcelona deixà d'impartir els estudis de grau superior i, consegüentment, canvià el seu nom. Paral·lelament, alguns professors passaren a impartir classes a la nova institució. Així, actualment s'imparteixen únicament estudis de grau professional, sent l'únic conservatori de grau professional de titularitat pública de Barcelona.
De llavors ençà, el Conservatori ha adequat la seva labor i funció a la nova situació, en el si de l'Institut Municipal d'Educació de Barcelona, i l'ha redefinit en un context en el qual s'han creat noves escoles municipals de música.